# 宇下人言
『宇下人言』（うげのひとこと）は、江戸時代中期に老中を務めた松平定信の自叙伝・回顧録。全4巻。書名は定信の名の“定”の字を分解して「宇」「下」、同じく“信”の字を分解して「人」「言」の4文字にしたとされている。

## 概要
同書の奥付より、文化13年10月23日（1816年12月11日）の日付と「楽翁（定信の号）」の署名が確認できることから、文化13年ごろに書かれたとみられている。宝暦8年（1758年）誕生から寛政5年（1793年）の老中辞任までを記し、白河藩の藩政、そして老中時代に行った寛政の改革の内情についても詳細に記載している。また、自身の学問観や思想についても事細かく記しており、定信の人物像と当時の政治情勢を知る上で貴重な史料である。
定信は子孫といえども、老中になった藩主以外はこれを見ることを禁じ、三重の木箱に入れて封じ、家臣の田内親輔に命じて保管させた。ところが定信以後、桑名藩（白河藩より転封）から老中は出ることなく、その存在は忘れ去られた。
明治になってたまたま封が解けたところを再発見され、昭和3年（1928年）の定信の没後100年を記念して関係者に刊行頒布された。現在は原本は天理図書館にあり、岩波文庫にも収められている。

### 刊本
- 松平定信『宇下人言 / 修行録』松平定光・校訂、岩波書店〈岩波文庫〉、1942年。ISBN 978-4003022122。

## 内容
時系列が前後している記事は時系列順にした。[ ]は『宇下人言』にない記事の補足。
| 宝歴8 | 1758 | 12月田安家徳川宗武の七男として出生。 |
| 明和1 | 1764 | 読み書きを習う。 |
| 明和8 | 1771 | 父宗武没。兄治察が継ぐ。 |
| 安永3 | 1774 | 3月幕府の意向で白川藩松平定邦の養子となる。8月実兄治察が没。 |
| 安永5 | 1776 | 3月白河へ。5月元服、松平定邦の娘峯姫と結婚し婿養子となる。 |
| 天明1 | 1781 | 11月妻の峯姫没。 |
| 天明3 | 1783 | 4月から長雨、7月浅間山噴火による天明の大飢饉。貯えの米なし。10月定邦から家督を受け、江戸で白河藩主となる。 [10月会津藩の江戸廻米購入に成功。]                                          |
| 天明4 | 1784 | 7月藩主として白河へ入部。 |
| 天明5 | 1785 | [6月伊予国大洲藩加藤家の隼姫と再婚。12月江戸城溜間詰。] どうやって飢饉を乗り切ったか、江戸城で多くの人から聞かれた。                                                                   |
| 天明6 | 1786 | 8月徳川家治没、田沼意次失脚。この年は6年前より農業人口は140万人減。 |
| 天明7 | 1787 | 4月徳川家斉11代将軍に就任。5月江戸で打ちこわし。6月定信が老中首座。8月節倹令。 |
| 天明8 | 1788 | 1月京都大火。御所を立て直し、寛政2年11月完成。3月将軍補佐を拝命。 |
| 寛政1 | 1789 | 1月直轄領に郷倉を設置し、貯穀を命じる。3月奢侈品製造禁止。5月蝦夷でクナシリ・メナシの戦い。9月棄捐令。9月大名1万石あたり50石の領内囲米を命じる。                                       |
| 寛政2 | 1790 | 2月物価引き下げ令。人足寄場を設立し長谷川平蔵が管理。[5月寛政異学の禁。] 11月旧里帰農令。しかし帰農令も物価引き下げも失敗。                                                            |
| 寛政3 | 1791 | [5月林子平の『海国兵談』出版禁止。9月商品作物の栽培制限。] 12月江戸で七分積金開始・翌年1月町会所設置。                                                                                 |
| 寛政4 | 1792 | 7月江戸大火。9月ロシア人アダム・ラクスマンが漂流民幸太夫をつれて通商を交渉。11月尊号一件を拒否し決着。11月蝦夷防衛のため北国郡代設置構想。11月海岸防備のため房総に奉行を置く事を立案。 |
| 寛政5 | 1793 | 3-4月相模・伊豆の海岸を巡視。[7月ラクスマンがロシアへ帰国。7月老中等御役御免。] |